# Флавий Иоанн Винкомал
Флавий Иоанн Винкомал (лат. Flavius Ioannes Vincomalus) — римский государственный деятель середины V века.
В 451—452 годах Винкомал занимал должность магистра оффиций Востока. Во время нахождения на этом посту он получил письмо от Феодорита Кирского, который поблагодарил его за его помощь в отмене наказания в виде изгнания, которое ему было присуждено. Кроме того, он принимал участие во всех четырёх сессиях Халкидонского собора. В 453 году Иоанн был консулом вместе с Флавием Руфием Опилионом.
Около 464 году он стал монахом, продолжая, однако, посещать императорский дворец в качестве сенатора.